# Læstadianism
Læstadianismen är en luthersk inomkyrklig väckelserörelse. Rörelsen är uppkallad efter Lars Levi Læstadius (1800–1861), som var präst i bland annat Pajala församling och Karesuando församling och vilkens botpredikningar gav upphov till en väckelse som spred sig snabbt över Nordkalotten. Inte minst bland samerna kom den att förändra mångas livsföring och minska alkoholmissbruket. Rörelsen har senare även spridit sig till Nordamerika. Största utbredning har den i Finland. Efter att Læstadius avlidit blev Johan Raattamaa rörelsens ledare. Efter dennes död 1899 splittrades rörelsen.
Læstadianerna samlas ofta i hem och bönhus men organiserar också stora sammankomster med anhängare från flera länder. Vissa riktningar av læstadianismen motsätter sig preventivmedel och reglering av barnafödande, exempelvis västlæstadianerna i Sverige. För västlæstadianerna är den viktigaste samlingsorten Gällivare, där man årligen samlas under julhelgen. För östlæstadianerna är den viktigaste samlingsorten Pajala, där Læstadius dog och där även Læstadiusgymnasiet ligger. Læstadianer hälsar traditionellt på varandra med frasen ”Guds frid” eller ”Guds fred”.
Gudstjänsterna är till formen enkla och består i huvudsak av långa predikningar och karaktäriseras också av inslag av extatiska känsloyttringar och en offentlig syndabekännelse där församlingsmedlemmarna ber varandra om förlåtelse för begångna synder. Syndabekännelsen kan äga rum i samband med skildringar av Jesu lidanden. Læstadianerna organiserar egna församlingar (utan medlemsregister), trots att de kvarstår som medlemmar i folkkyrkor som Svenska kyrkan eller Evangelisk-lutherska kyrkan i Finland. Læstadianerna baserar sin tro på Bibeln och på Martin Luthers och Læstadius skrifter och postillor. Svenskspråkiga laestadianer oavsett inriktning i Sverige såväl som i Finland använder sig av Karl XII:s bibel, eller på senare år reformationsbibeln som är en språkligt moderniserad revision av densamma. I Sverige har laestadianerna historiskt bott nästan uteslutande i Luleå stift, där man fick tillåtelse av dåvarande biskop Gunnar Weman att använda den gamla psalmboken och följa den gamla kyrkohandboken vid storhelgerna som firades i Svenska Kyrkans kyrkobyggnader.
Den læstadianska rörelsen är splittrad i flera riktningar. I Nordamerika och Norge är västlaestadianerna flest, i Sverige östlaestadianerna och i Finland gammallaestadianerna. De svenskspråkiga laestadianerna i Finland är dock nästan uteslutande östlaestadianer. Den största gruppen i världen med över 100 000 anhängare är gammallæstadianerna.

## Riktningar

### Öst
Den östliga riktningen av den læstadianska rörelsen är i Sverige organiserad i lokala församlingar, fridsförbund, som inte har någon central ledning. Den här riktningen är den i nuläget starkaste riktningen av læstadianismen i Sverige med sina 3 000–5 000 anhängare. Riktningen har speciellt starkt fäste i Læstadius hemtrakter, Pajala kommun och Tornedalen. Riktningen har följande fridsförbund i Sverige: Bodens fridsförbund, Gällivare och Malmbergets fridsförbund, Haparanda fridsförbund, Hietaniemi fridsförbund, Juhonpieti/Erkheikki fridsförbund, Juoksengi fridsförbund, Kiruna fridsförbund, Korpilombolo fridsförbund, Kuttainens Fridsförbund, Liviöjärvi fridsförbund, Luleå fridsförbund, Pajala fridsförbund, Sattajärvi fridsförbund, Svansteins fridsförbund samt Övertorneå fridsförbund.
I Finland kallas riktningen även rauhansana eller rauhansanalaisuus och har omkring 6 000 anhängare fördelade på två organisationer: Lähetysyhdistys Rauhan Sana, som är den finskspråkiga föreningen, och dess svenskspråkiga systerförening LFF (Laestadianernas Fridsföreningars Förbund). Bland finlandssvenskarna är denna riktning den dominerande och man samlas varje år till möten i Svenska Österbotten som samlar omkring 6 000 deltagare, främst från Finland, men också från Sverige och Norge. Sammankomsternas traditionsbundna program består av predikningar, psalmsång och nattvardsfirande. På stormöten har man också sångstund på lördagkvällar som drar många unga samt ungdomssamlingar fredag- och lördagkvällar. Barnens sångstund brukar hållas oftast på söndag eftermiddag. Predikningarna vid LFF:s möten tolkas alltid till svenska eller finska och nuförtiden också till engelska. Man har också börjat ha möjlighet till personliga samtal och förbön på mötena.

#### Gammallæstadianismen
I början av 1900-talet kom en ny riktning, som senare kom att skilja sig från östlæstadianismen, att växa fram i Finland, den så kallade gammallæstadianismen. Den här riktningen organiserade sig runt SRK (Suomen Rauhanyhdistysten Keskusyhdistys), som grundades 1914, och leds från Uleåborg.
Flertalet laestadianer i Tornedalen och de svenskspråkiga östlæstadianerna i Finland anslöt sig egentligen aldrig till den här nya riktningen, och 1934 fick man tillskott då ett antal finskspråkiga församlingar lösgjorde sig från gammallæstadianismen och anslöt sig till den ursprungliga östlæstadianismen. De här församlingarna är i dag organiserade kring Lähetysyhdistys Rauhan Sana medan de ursprungliga östlæstadianerna i Finland är organiserade kring LFF (Laestadianernas Fridsföreningars Förbund).
Gammallæstadianernas centralorganisation i Sverige, SFC (Sveriges fridsföreningars centralorganisation), har verksamhet speciellt i Norrbotten, Mälardalen, Stockholm och Dalarna där de två sistnämnda hyser egna bönehus. Gagneftrakten utgör den absoluta tyngdpunkten för gammallaestadianerna i Sverige och rörelsen kom till landet på 1970-talet genom finsk invandring. Årligen anordnas ett sommarmöte någonstans i landet. År 2010 ägde sommarmötet rum i Dalarna, i Djurås, där många hundra læstadianer från Sverige, Finland, USA, Norge och Ryssland möttes.

### Väst
Västlæstadianismen eller de förstfödda är en av de största grupperna som uppstod vid læstadianismens stora splittring i början av 1900-talet. Riktningen är den näst största i världen och har cirka 25 000 anhängare. Västlæstadianismen skiljer sig från andra riktningar genom sin betoning att bära på den ursprungliga læstadianismen, vilket innebär band till de förstföddas församling i Lappland.
Begreppet de förstföddas församling hittas i Bibeln, i Hebreerbrevets tolfte kapitel. Organisationens fullständiga juridiska namn är Den Ursprungliga Apostolisk Lutherska Förstfödda Församling i Sverige. 
Församlingen i svenska Lappland fungerar fortfarande som rörelsens moderförsamling, dit man vänder sig vid problem och spörsmål. I Lappland bor också rörelsens ledande predikanter, de så kallade Lappmarkens äldste, som församlingen skickar på predikoresor runt andra länder. 
Den västliga riktningen har sedan år 2000 alltmer tagit avstånd från Svenska kyrkan, som man anser ha blivit alltför "förvärldsligad". Vid en så kallad storsamling i Kiruna 2001 beslutade man att låta sina egna predikanter dela ut nattvarden, och man förrättar numera även konfirmation och dop i egen regi. 
Västlæstadianerna talar om skadliga effekter av världslig musik, dans, film (inklusive television), preventivmedel etcetera. Västlæstadianerna menar även att kvinnor, i enlighet med Bibeln, skall täcka håret under gudstjänst (vilket brukar göras medelst huckle). Västlæstadianska samlingar brukar inledas med läsning ur Læstadius bevarade predikningar.
Inom den svenska västlæstadianismen finns de största församlingarna i Kiruna, Gällivare, Luleå, och Knivsta. Även i Dokkas, Stockholm och i viss mån Uppsala hålls regelbundna gudstjänster. Små församlingar där gudstjänster hålls mindre regelbundet finns i Boden, Jokkmokk, Jukkasjärvi, Kalix, Kangos, Korpikå, Lainio, Nattavaara, Niilivaara, Piteå, Porjus, Sangis, Vettasjärvi, Vittangi, Alingsås, Hagfors, Örebro och Norrtälje. 

## Historik
Læstadianismen är en religiös riktning, som har till upphovsman prosten Lars Levi Læstadius, som 1826 tillträdde som kyrkoherde i Sveriges nordligaste församling, Karesuando. Befolkningen där, huvudsakligen samer, befann sig vid Læstadius’ ditkomst i ett tillstånd av andligt mörker och sedligt förfall. Dryckenskap, rentjuvnad och ett otuktigt leverne var allmänt förekommande i församlingen. Læstadius grep sig redan från början an med ett nitiskt arbete för att höja församlingen i kristlig upplysning och sedlig tukt. Det dröjde dock nära två årtionden, innan några större frukter av hans verksamhet kunde skönjas. 1844 genomgick Læstadius en inre kris och ändrade vid denna tid sitt predikosätt: han började använda ett synnerligen realistiskt och rent av rått språk i sina predikningar. Hans förkunnelse fick en övervägande lagisk prägel. Synden målade han i de krassaste färger för att göra den vederstygglig i sina åhörares ögon och väcka avsky därför. Genom ironi, bilder och liknelser, hämtade ur den alldagliga erfarenheten, gjorde han sin framställning fängslande. Lasten och obotfärdigheten gisslade han på det hänsynslösaste sätt. I synnerhet vände han sig våldsamt mot "dryckenskapsdjäfvulen". Det språk Læstadius använde var sådant att hans församling förstod. Många sa visserligen i början att "prästen har blifvit galen", men folket strömmade i täta skaror till kyrkan, och snart var en allmän och genomgripande väckelse i full gång. 1849 flyttade Læstadius som kyrkoherde till Pajala församling, där han fortsatte med sina väckelsepredikningar ända till sin död (1861).
Den læstadianska väckelsen spred sig hastigt till alla de finsktalande församlingarna i Norrbottens län samt inåt Finland och till nordligaste Norge. För att sprida rörelsen sände Læstadius ut en skara lekmän, hämtade såväl ur den bofasta befolkningen som från samerna. Till en början bestod deras verksamhet i att läsa upp Læstadius’ predikokoncept för folket. Men snart nog började de själva utlägga bibeln och predika med egna ord. Den förnämste av alla læstadianska lekmannapredikanter var Johan Raattamaa (död 1899) från Saivomuotka i Karesuando, som efter Læstadius’ död var rörelsens obestritt erkände ledare. Raattamaa utformade de læstadianska lärosatserna, som i Læstadius’ egen förkunnelse aldrig fått någon fast formulering. Han gav också rörelsen en mer evangelisk riktning. I Sverige var den förhärskande i alla finsktalande församlingar och bland samerna norr om Lule älv. Även i åtskilliga svensktalande församlingar förekom læstadianer mer eller mindre talrikt, såsom i Nederkalix, Överkalix, Över-Luleå, Luleå stad m. fl. Den læstadianskt påverkade befolkningen i Sverige torde i början av 1900-talet kunna beräknas till omkring 25 000 personer. I Finland fick rörelsen sin största utbredning. Hela norra Finland blev i stort sett læstadianskt. Men även i övriga delar av landet fanns anhängare ända ned till Helsingfors och Åbo. I nordligaste Norge blev læstadianismen jämväl tämligen talrikt företrädd, särskilt i Finnmarkens och Tromsö amt, men även till någon del i Nordlandens amt. Slutligen finnes i Nordamerikas förenta stater ett antal læstadianska församlingar, grundade av invandrare från Finland och Sverige.
Læstadianerna lade stor vikt vid sin speciella lärouppfattning. Det är huvudsakligen i läran om bikten och absolutionen samt i läran om Guds ord, som de avvek från den allmänna kyrkoläran. Deras säruppfattning i dessa stycken får sin förklaring ur deras sätt att se församlingen och dess betydelse. Församlingen, som icke är organiserad i någon förening eller yttre sammanslutning, utan hålls samman genom inre andliga band, framför allt genom gemensamhet i bekännelsen, uppfattas som "de troendes" (det vill säga læstadianernas) samfund. Den enskilda människan kan inte komma i någon gemenskap med Gud utan församlingens förmedling. Inför henne måste synderna biktas och genom henne meddelas förlåtelsen. Församlingen ensam har makten att lösa och binda, att förlåta synder och behålla dem. Kristus har avstått från det omedelbara utövandet av denna makt och överlåtit den åt sin församling enligt Matteus 18:18 med flera ställen i Nya testamentet. Ingen kan gå direkt till Gud med sin syndabekännelse eller av honom omedelbart få förlåtelse. Kravet på offentlig bikt ingår alltså i lärouppfattningen. Emellertid har detta krav senare modifierats så att predikanterna eller andra rättrogna læstadianer kan å församlingens vägnar ta emot bikt och meddela absolution. Men förbi denna trånga port slipper ingen in i Guds rike. I regel uppställes också det villkor, att botgöraren skall, så vitt det står i hans makt, gottgöra vad han brutit mot andra människor, eller åtminstone be dem om förlåtelse. Genom församlingen är det vidare, som Guds ord görs levande och ges kraft. Bibeln är visserligen Guds uppenbarade ord och det enda rättesnöret för tron. Men det skrivna ordet är i sig självt en död bokstav, som blir levande först genom den muntliga utläggningen i församlingen. Genom ordets läsande kan ingen komma till tro och ny födelse, ty "tron är af predikan". Det är blott genom den muntliga förkunnelsen, som den Helige ande ger nytt liv. Men för den, som genom församlingen mottagit Guds ande, är även läsningen av Guds ord betydelsefull för det andliga livets näring. Även i några andra punkter skiljer sig læstadianismen från kyrkans uppfattning. Sålunda förnekas dopets pånyttfödande kraft, och bönen förklaras fruktlös, då den bedes av den som icke är född på nytt. De flesta læstadianer anser, att vi nu lever i det tusenåriga rikets tid och så vidare. Men dessa punkter betonas inte så starkt som de förutnämnda skiljelärorna. Læstadianernas bönesammankomster hölls vanligen i bondpörtena. På några ställen var särskilda bönhus uppförda. Predikanterna hade ingen boklig utbildning. De var bönder eller arbetare, som mellan predikoresorna vanligen arbetade i sitt yrke. På sina predikoresor for de minst två, oftast flera tillsammans, men aldrig en och en. De åtnjöt ingen lön, utan erhöll frivilliga gåvor samt uppehälle under resorna. Då de kom till en by, stannade de där och höll sammankomster minst en vecka eller mer i sträck. I samlingslokalen placerade de sig i rad bakom ett bord och predikade i tur och ordning. Vid predikan var de alltid sittande. En egendomlig företeelse för læstadianismen är de så kallade "liikutuksia" (rörelser). Dessa består av våldsamma känsloutbrott, som tar sig uttryck i ljudliga snyftningar och rop, i hoppande och handklappningar samt i omfamningar och vaggande kroppsrörelser med mera. Sådana känsloutbrott var vanligast hos kvinnorna och inträdde i synnerhet, då predikanten i målande färger och med beslöjad röst skildrade Kristi lidande eller den eviga salighetens härlighet. Vid nattvardsgångar brukade även liikutuksia förekomma. Læstadianerna lägger stor vikt vid yttre flärdlöshet och enkelhet i klädedräkt. Allt, som kan ge sken av prål, fördömer de som syndigt. De tål till exempel inte gärna, att en kvinna går klädd i hatt eller att någon bär gyllene klockkedja och guldringar etc. Læstadianerna själva utmärker sig genom sträng enkelhet och de uppriktiga bland dem även genom fromhet, redbarhet och nykterhet. Till kyrkan och prästerskapet intar de en visserligen kritisk, men i grunden vänskaplig hållning. De besöker kyrkans gudstjänster, tar nattvarden i kyrkan och låter döpa sina barn av prästen. De betraktar sig som rätta medlemmar av kyrkan och vill inte kännas vid benämningen sekt. I prästen ser de dock mindre själasörjaren än den kyrklige ämbetsmannen, som har hand om den yttre förvaltningen av nådemedlen.
Inom læstadianismen uppstod i vid slutet av 1800-talet olika schismer. Så länge Raattamaa levde lyckades han hålla rörelsen någorlunda samman. Men efter hans död inträdde genast söndring. Inom Gällivare och Jukkasjärvi socknar fanns ett parti, som hängde fast vid den ursprungliga, exklusivt dömande och lagiska læstadianismen. Efter Raattamaas död vågade målsmännen för detta parti öppet framträda. De fördömde den mera evangeliska riktning, som så småningom vunnit insteg i rörelsen, och 1901 kom det till en formlig brytning. Vid denna spelade jämväl maktfrågan mellan predikanterna in som en väsentlig faktor. Det strängare lagiska partiet kallas gemenligen västlæstadianism. Detta fick sin huvudsakliga utbredning inom vissa delar av Gällivare och Jukkasjärvi församlingar. I motsats häremot benämnas de övriga östlæstadianer. Även bland læstadianerna i Finland rådde en schism, som var av något äldre datum. Där fanns en riktning, som kallade sig "Den nya väckelsen" (finska Uusi heräys). Denna erkände inte den allmänna læstadianismen som en rätt kristendom och äkta læstadianism. Under det de gamla læstadianerna lade nästan all vikt vid syndaförlåtelsen, betonade de nyväckta även helgelselivet, och de erkände ingen læstadian som en rätt kristen, med mindre han genomgått en ny väckelse. Försök att åstadkomma försoning mellan de båda partierna gjordes, men utan resultat. Även i Norge och Amerika blev dyningarna av de svenska och finska schismerna märkbara.